# Liste von Minen gemäß den Kennblättern fremden Geräts D 50/9

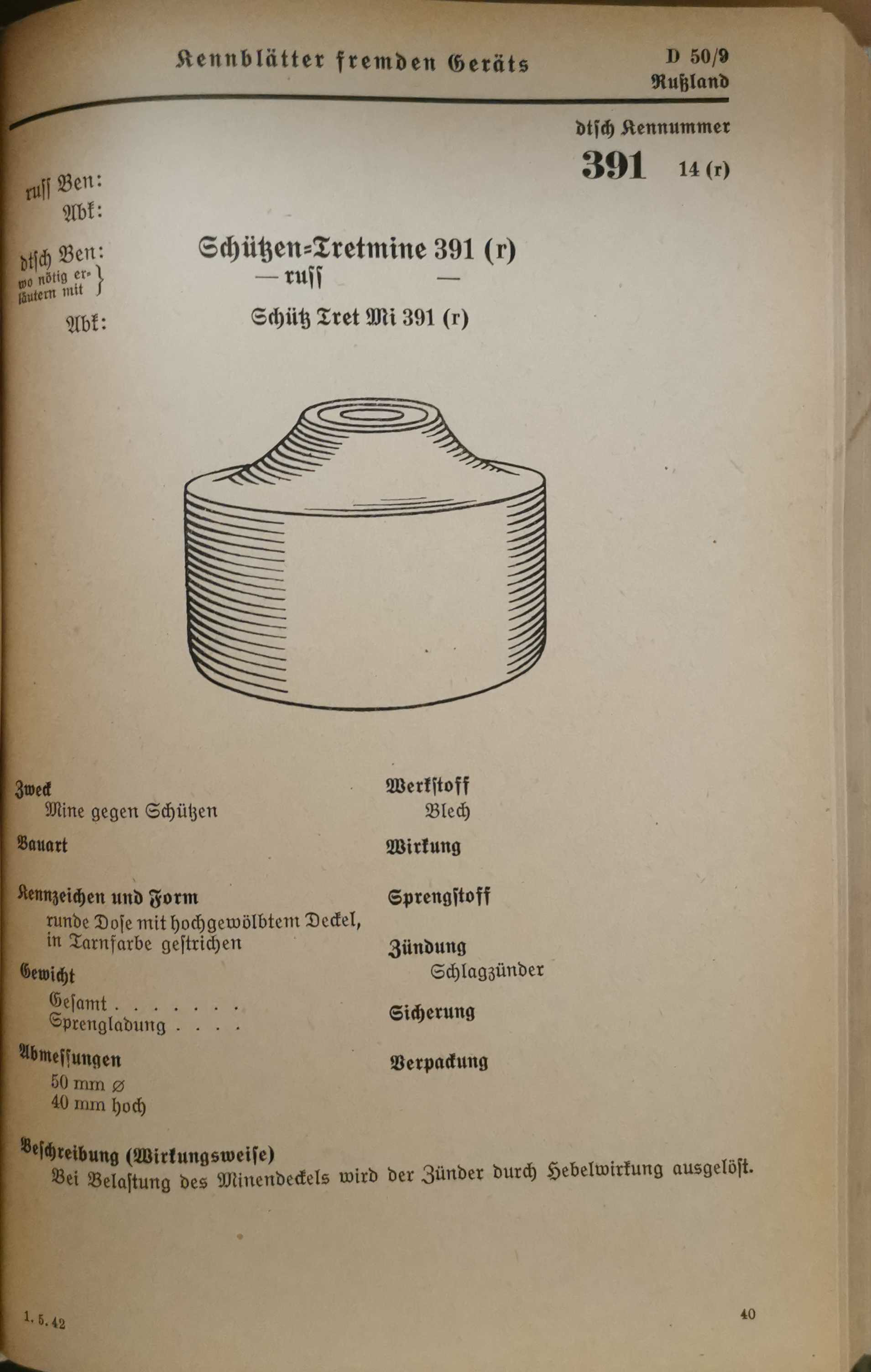
Kennblattbeispiel zu
D 50/9 Nr 391 14 (r)

In dieser Liste von Minen gemäß den Kennblättern fremden Geräts D 50/9 werden Landminen, Antipersonenminen, Panzerabwehrminen, Seeminen und Sabotageladungen aufgeführt, die vom Heereswaffenamt verzeichnet wurden.
Nachfolgend ein Überblick/Auszug zur offiziellen Dokumentation Kennblätter fremden Geräts D 50/9: Nahkampf-, Spreng- und Zündmittel, Brandmittel, MG-Geräte, Sperren.

## Hinweise zur Liste
Aufbau der Tabelle
Untenstehende Tabelle führt folgenden Spalteninhalte:
- dtsch. Kennnr. (deutsche Kenn-Nummer), dies entspricht dem Originalindex in den Kopfzeilen der Kennblätter mit Kennnummer, Stoffgebietenummer und Beutezeichen.
- Abk. dtsch. Ben. (Abkürzung deutsche Benennung), Originalbezeichnung entnommen aus der fünften Zeile der Kennblätter.
- Landesbez. nach HWA (Heereswaffenamt), Originalangaben entnommen aus der ersten Zeile der Kennblätter.
- Bild, eine Bildauswahl aus Wikipedia für dieses Objekt.
- Bemerkungen, Hier werden Links zu bereits existierenden Wikipedia-Artikeln eingetragen.
- Minenart, Hier wird die Art der Mine angegeben

 Info: Die in der Tabelle angegebenen Originaleinträge sollen nicht geändert werden, weil diese den Angaben aus den Kennblättern entsprechen. Nach neuerem Forschungsstand sind teilweise Errata in den Kennblättern erkannt worden. Diese werden unten im Abschnitt Anmerkungen jeweils zur Kenn-Nummer erläutert. Die Wikilinks in den runden Klammern sollten das Lemma der entsprechenden Artikel in Wikipedia enthalten.

## Tabellarische Übersicht

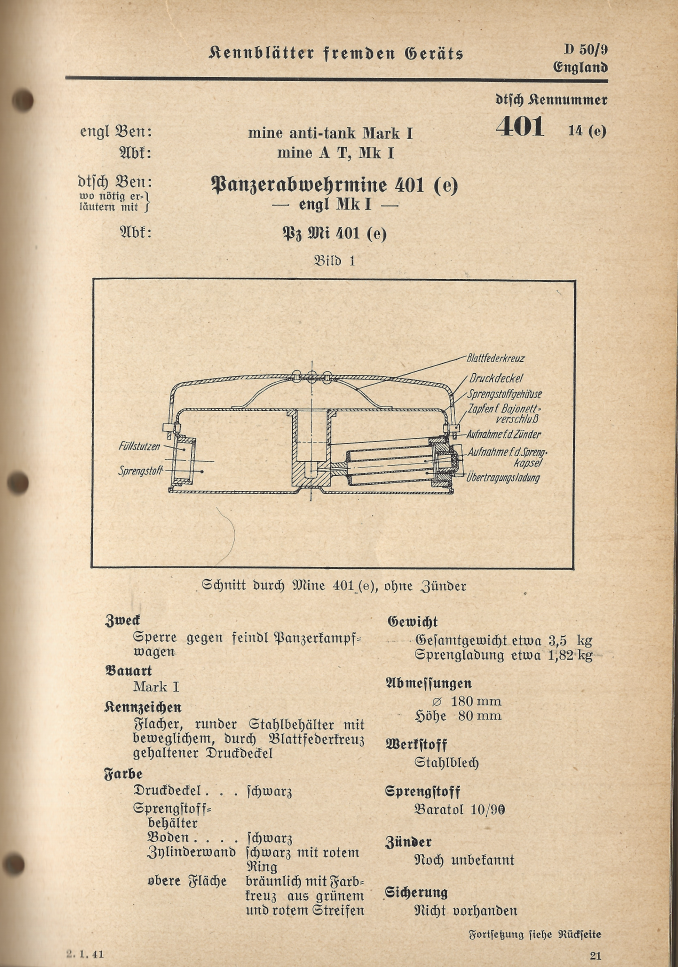
Kennblattbeispiel zu D 50/9 Nr 401 14 (e)
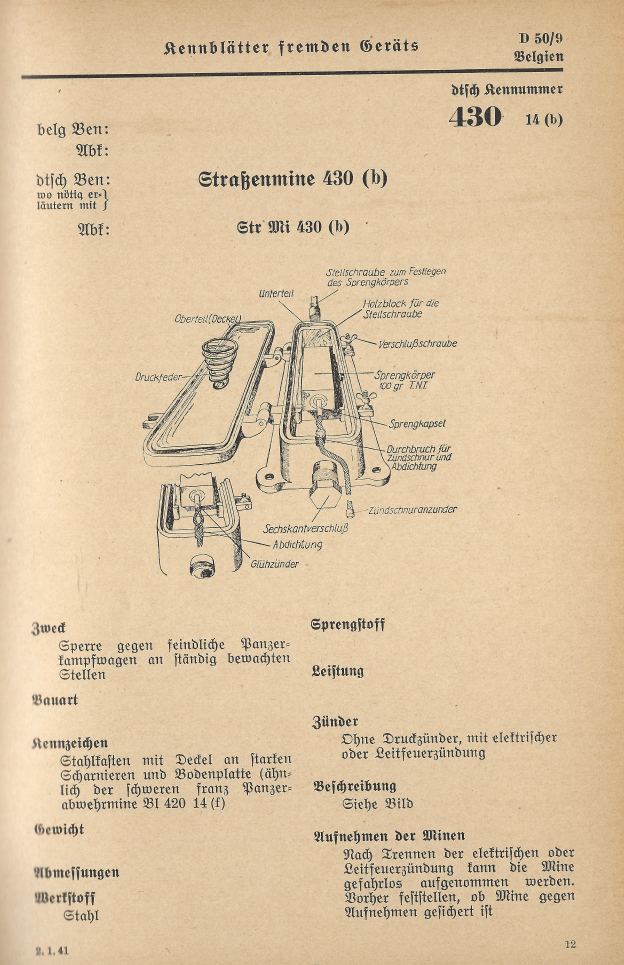
Kennblattbeispiel zu D 50/9 Nr 430 14 (b)
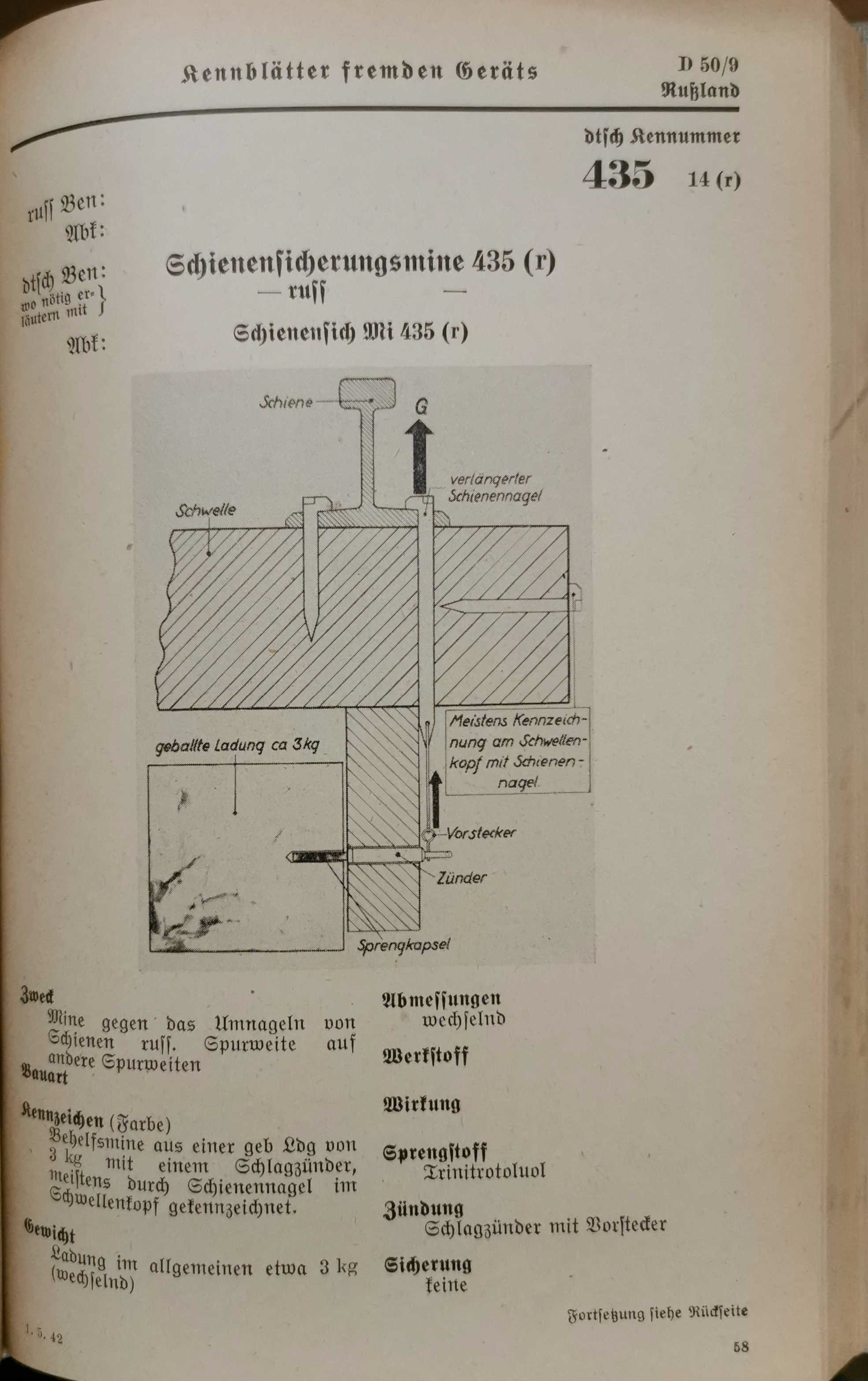
Kennblattbeispiel zu D 50/9 Nr 435 14 (r)
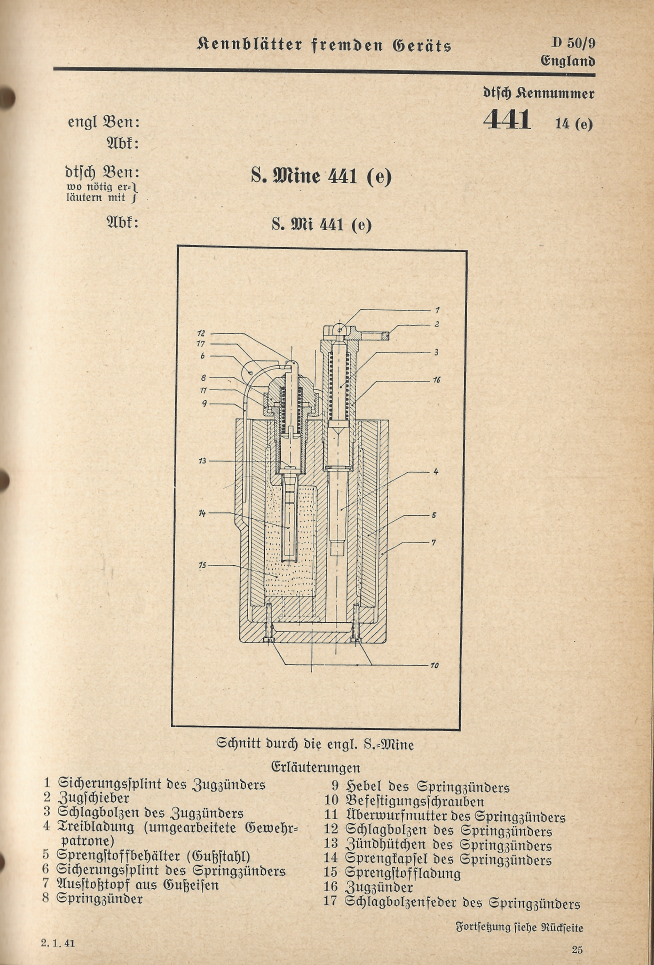
Kennblattbeispiel zu D 50/9 Nr 441 14 (e)
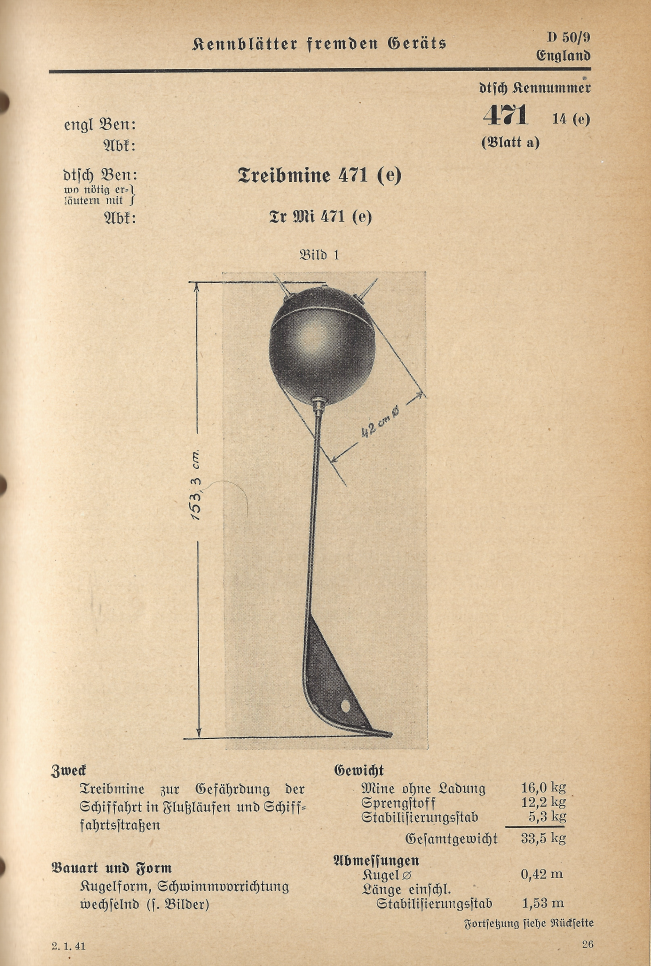
Kennblattbeispiel zu D 50/9 Nr 471 14 (e)

| dtsch. Kennr. | Abk. dtsch. Ben.          | Landesbez.nach HWA (Wikipedia-Artikel)                       | Bild         | Bemerkungen                                                                                | Minenart         |
| ------------- | ------------------------- | ------------------------------------------------------------ | ------------ | ------------------------------------------------------------------------------------------ | ---------------- |
| 386 14 (i)    | Schütz. Mi. 386 (i)       | Vaudagna V-1                                                 |              | 100 g Sprengladung, (Bohrpatrone 110 (i) Minenzünder 536 (i))                              | Antipersonenmine |
| 387 14 (i)    | Schütz. Mi. 387 (i)       | Vaudagna B-4                                                 |              | 115 g Sprengladung, körniger Sprengstoff (Minenzünder 537 (i))                             | Antipersonenmine |
| 388 14 (i)    | Spr. Mi. 388 (i)          | Vaudagna V-5                                                 | Bilderwunsch | 900 g Sprengladung, ähnlich Riegelmine 43, (9× Bohrpatrone 110 (i) 2× Minenzünder 538 (i)) | Antipersonenmine |
| 389 14 (e)    | Sch. Mi. 389 (e)          | in D 50/9 keine Angaben                                      | Bilderwunsch | 90 g Sprengladung                                                                          | Antipersonenmine |
| 390 14 (r)    | Schütz. Tret. Mi. 390 (r) | in D 50/9 keine Angaben                                      | Bilderwunsch | 75 g Sprengladung, Tretmine aus Pappe                                                      | Antipersonenmine |
| 391 14 (r)    | Schütz. Tret. Mi. 391 (r) | in D 50/9 keine Angaben                                      | Bilderwunsch | Tretmine aus Blech                                                                         | Antipersonenmine |
| 392 14 (r)    | Schütz. Tret. Mi. 392 (r) | in D 50/9 keine Angaben                                      | Bilderwunsch | Tretmine aus Fournierholz oder Stahlblech                                                  | Antipersonenmine |
| 393 14 (r)    | Schütz. Tret Mi. 393 (r)  | in D 50/9 keine Angaben                                      | Bilderwunsch | 200 g Sprengladung, (Sprengkörper 124 (r))                                                 | Antipersonenmine |
| 394 14 (r)    | Schütz. Tret Mi. 394 (r)  | in D 50/9 keine Angaben (TMD 41)                             | Bilderwunsch | Tretmine aus Holz                                                                          | Antipersonenmine |
| 395 14 (r)    | Stolp. Mi. 395 (r)        | in D 50/9 keine Angaben                                      | Bilderwunsch | 1,2 kg Sprengladung, Stolperdrahtmine aus Holz                                             | Antipersonenmine |
| 396 14 (r)    | el. Mi. 396 (r)           | in D 50/9 keine Angaben                                      | Bilderwunsch | 1,5 kg Sprengladung, elektrische Mine aus Holz                                             | Antipersonenmine |
| 397 14 (r)    | Gl. Mi. 397 (r)           | in D 50/9 keine Angaben                                      | Bilderwunsch | 300 g Sprengladung, Mine gegen Gleisanlagen                                                | Landmine         |
| 398 14 (r)    | Srk. Mi. 398 (r)          | in D 50/9 keine Angaben                                      | Bilderwunsch | 400 g Sprengladung, Schreckmine aus Pappe                                                  | Landmine         |
| 399 14 (r)    | Srk. Mi. 399 (r)          | in D 50/9 keine Angaben                                      | Bilderwunsch | 200 g Sprengladung, Trinitrotoluol                                                         | Landmine         |
| 400 14 (r)    | el. Pz. Mi. 400 (r)       | in D 50/9 keine Angaben                                      | Bilderwunsch | 1 kg Sprengladung, aus Stahlblech                                                          | Panzerabwehrmine |
| 401 14 (e)    | Pz. Mi. 401 (e)           | mine anti-tank Mark I                                        |              | 1,82 kg Sprengladung, Baratol 10/90, aus Stahlblech                                        | Panzerabwehrmine |
| 402 14 (e)    | Pz. Mi. 402 (e)           | mine anti-tank Mark II                                       | Bilderwunsch | 1,8 kg Sprengladung, Baratol 10/90, aus Stahlblech                                         | Panzerabwehrmine |
| 403 14 (e)    | Pz. Mi. 403 (e)           | mine anti-tank Mark III                                      |              | 2,9 kg Sprengladung, Trinitrotoluol, gegossen, aus Stahlblech                              | Panzerabwehrmine |
| 404 14 (e)    | Pz. Mi. 404 (e)           | mine anti-tank Mark IV                                       | Bilderwunsch | 3,6 kg Sprengladung, Trinitrotoluol, aus Stahlblech                                        | Panzerabwehrmine |
| 405 14 (b)    | Pz. Mi. 405 (b)           | mine anti-chars type B.S.B.                                  | Bilderwunsch | 5,7 kg Sprengladung, Trinitrotoluol, aus Flussstahl                                        | Panzerabwehrmine |
| 406 14 (b)    | Pz. Mi. 406 (b)           | mine anti-chars type H                                       | Bilderwunsch | 5 kg Sprengladung, Trinitrotoluol, aus Stahlblech                                          | Panzerabwehrmine |
| 407 14 (f)    | l. Pz. Mi. 407 (f)        | mine légère d’infanterie Mle 1936 (M1936 (Panzerabwehrmine)) |              | 3 kg Sprengladung, Pikrinsäure, gegossen, aus Stahl                                        | Panzerabwehrmine |
| 408 14 (e)    | Pz. Mi. 408 (e)           | in D 50/9 keine Angaben                                      | Bilderwunsch | 1,8 kg Sprengladung, Gelignit, aus Stahlblech                                              | Panzerabwehrmine |
| 409 14 (r)    | Pz. Mi. 409 (r)           | in D 50/9 keine Angaben (TM-35 (Panzerabwehrmine))           |              | 2,9 kg Sprengladung, Trinitrotoluol, aus Stahlblech und Holz                               | Panzerabwehrmine |
| 410 14 (r)    | Pz. Mi. 410 (r)           | in D 50/9 keine Angaben (TM-38 (Panzerabwehrmine))           |              | 2,9 kg Sprengladung, Trinitrotoluol, aus Stahlblech                                        | Panzerabwehrmine |
| 411 14 (r)    | Pz. Mi. 411 (r)           | in D 50/9 keine Angaben (TMD-40 (Panzerabwehrmine))          | Bilderwunsch | 3,6 kg Sprengladung, Trinitrotoluol, aus Holz                                              | Panzerabwehrmine |
| 412 14 (r)    | Pz. Mi. 412 (r)           | in D 50/9 keine Angaben                                      | Bilderwunsch | 3 kg Sprengladung, Geschossmine                                                            | Panzerabwehrmine |
| 413 14 (r)    | Pz. Mi. 413 (r)           | in D 50/9 keine Angaben                                      | Bilderwunsch | 3,6 kg Sprengladung, Trinitrotoluol, aus Stahlblech                                        | Panzerabwehrmine |
| 414 14 (r)    | Pz. Mi. 414 (r)           | in D 50/9 keine Angaben                                      | Bilderwunsch | 1 kg Sprengladung, Trinitrotoluol, gegossen, aus Stahlblech                                | Panzerabwehrmine |
| 415 14 (r)    | Pz. Mi. 415 (r)           | in D 50/9 keine Angaben                                      | Bilderwunsch | 2 kg Sprengladung, Trinitrotoluol, lettische Bauart, aus Stahlblech                        | Panzerabwehrmine |
| 416 14 (r)    | Pz. Mi. 416 (r)           | in D 50/9 keine Angaben                                      | Bilderwunsch | 2,6 kg Sprengladung, Trinitrotoluol, aus Holz oder Stahlblech                              | Panzerabwehrmine |
| 417 14 (g)    | Pz. Mi. 417 (g)           | in D 50/9 keine Angaben                                      | Bilderwunsch | 1,65 kg Sprengladung, aus Gusseisen                                                        | Panzerabwehrmine |
| 418 14 (h)    | Pz. Mi. 418 (h)           | in D 50/9 keine Angaben                                      | Bilderwunsch | 3,7 kg Sprengladung, 92 % Ammonsalpeter, 8 % Naphtalin, Stahlguss                          | Panzerabwehrmine |
| 419/1 14 (h)  | Pz. Mi. 419/1 (h)         | in D 50/9 keine Angaben                                      | Bilderwunsch |                                                                                            | Panzerabwehrmine |
| 420 14 (f)    | s. Pz. Mi. 420 (f)        | mine à charge allongée lourde                                | Bilderwunsch | 1,5 kg Sprengladung, Pikrinsäure, aus Stahl                                                | Panzerabwehrmine |
| 421 14 (r)    | Pz. Mi. 421 (r)           | in D 50/9 keine Angaben                                      | Bilderwunsch | 5 kg Sprengladung, Trinitrotoluol, aus Holz                                                | Panzerabwehrmine |
| 422 14 (r)    | Stab Mi. 422 (r)          | in D 50/9 keine Angaben                                      | Bilderwunsch | 6 kg Sprengladung, Trinitrotoluol, aus Eisenblech und Holz                                 | Panzerabwehrmine |
| 423 14 (r)    | Pz. Mi. 423 (r)           | in D 50/9 keine Angaben                                      | Bilderwunsch | 6 kg Sprengladung, Trinitrotoluol, aus Holz                                                | Panzerabwehrmine |
| 424 14 (r)    | Pz. Mi. 424 (r)           | in D 50/9 keine Angaben                                      | Bilderwunsch | 6 kg Sprengladung, Trinitrotoluol, Hundemine                                               | Panzerabwehrmine |
| 425 14 (r)    | Pz. Mi. 425 (r)           | in D 50/9 keine Angaben                                      | Bilderwunsch | 5,7 kg Sprengladung, 84 % Ammonsalpeter, 16 % Braunkohlenstoff, aus Asbest und Zement      | Panzerabwehrmine |
| 426 14 (p)    | Pz. Mi. 426 (p)           | in D 50/9 keine Angaben                                      | Bilderwunsch | 1,5 kg Sprengladung, Trinitrotoluol, aus Eisenblech                                        | Panzerabwehrmine |
| 427 14 (i)    | Pz. Mi. 427 (i)           | Vaudagna V-3                                                 | Bilderwunsch | 0,6 – 2,6 kg Sprengladung, Tritol, aus Eisenblech                                          | Panzerabwehrmine |
| 428/1 14 (i)  | Pz. Mi. 428/1 (i)         | in D 50/9 keine Angaben                                      | Bilderwunsch | 5 kg Sprengladung, 25 Bohrpatronen 116 (i), aus Holz                                       | Panzerabwehrmine |
| 428/2 14 (i)  | Pz. Mi. 428/2 (i)         | in D 50/9 keine Angaben                                      | Bilderwunsch | 5 kg Sprengladung, 25 Bohrpatronen 116 (i), aus Holz                                       | Panzerabwehrmine |
| 429/1 14 (e)  | Pz. Mi. 429/1 (e)         | Hawkins Grenade No. 75 (Grenade Mine)                        | Bilderwunsch |                                                                                            | Panzerabwehrmine |
| 430 14 (b)    | Str. Mi. 430 (b)          | in D 50/9 keine Angaben                                      | Bilderwunsch |                                                                                            | Panzerabwehrmine |
| 431 14 (n)    | Pz. Mi. 431 (n)           | in D 50/9 keine Angaben                                      | Bilderwunsch | aus Holz                                                                                   | Panzerabwehrmine |
| 435 14 (r)    | Schinensich. Mi. 435 (r)  | in D 50/9 keine Angaben                                      | Bilderwunsch | 3 kg Sprengladung, Trinitrotoluol                                                          | Landmine         |
| 440 14 (e)    | Bolz. Mi. 440 (e)         | in D 50/9 keine Angaben                                      | Bilderwunsch | Sperre für Engen und Gebirge, besonders zur Beschädigung gegen Luftbereifung               | Landmine         |
| 441 14 (e)    | S. Mi. 441 (e)            | in D 50/9 keine Angaben                                      | Bilderwunsch | 225 g Sprengladung, Ammonsalpeter Tri 80/20                                                | Antipersonenmine |
| 442 14 (f)    | Spr. Mi. 442 (f)          | mine bondissante de 60 m/m mod 1940                          | Bilderwunsch | 140 g Sprengladung, Melinit                                                                | Antipersonenmine |
| 443 14 (r)    | S. Mi. 443 (r)            | in D 50/9 keine Angaben (OSM 152)                            | Bilderwunsch | 8,8 kg Sprengladung, aus Stahl                                                             | Antipersonenmine |
| 444 14 (r)    | S. Mi. 444 (r)            | in D 50/9 keine Angaben                                      | Bilderwunsch | 1,2 kg Sprengladung, aus Eisen                                                             | Antipersonenmine |
| 445 14 (e)    | S. Mi. 445 (e)            | in D 50/9 keine Angaben                                      | Bilderwunsch | ähnlich deutscher S Mine                                                                   | Antipersonenmine |
| 446 14 (e)    | S. Mi. 446 (e)            | in D 50/9 keine Angaben                                      | Bilderwunsch | Mine mit Stolperdraht                                                                      | Antipersonenmine |
| 471 14 (e)    | Tr. Mi. 471 (e)           | in D 50/9 keine Angaben                                      | Bilderwunsch | 12,2 kg Sprengstoff, Treibmine für Flussläufe, aus Stahlblech                              | Seemine          |
| 480 14 (e)    | Tr. Mi. 480 (e)           | in D 50/9 keine Angaben                                      | Bilderwunsch | 9 kg Sprengstoff, Treibmine für Flussläufe, aus Stahlblech                                 | Seemine          |
| 481 14 (e)    | Sb. Ldg. 481 (e)          | in D 50/9 keine Angaben                                      | Bilderwunsch | 155 g Sprengladung, Trinitrotoluol                                                         | Sabotageladung   |
| 481 14 (r)    | Sb. Ldg. 481 (r)          | in D 50/9 keine Angaben                                      | Bilderwunsch | 155 g Sprengladung, Trinitrotoluol, entspricht der Sb. Ldg. 481 (e)                        | Sabotageladung   |
| 482 14 (e)    | Sb. Ldg. 482 (e)          | in D 50/9 keine Angaben                                      | Bilderwunsch | knetbarer Sprengstoff umhüllt von einer festen Papiertüte                                  | Sabotageladung   |
| 483 14 (a)    | Sb. Ldg. 483 (a)          | Clam Mk II                                                   | Bilderwunsch | 170 g Sprengladung, Trinitrotoluol-Tetryl-Gemisch                                          | Sabotageladung   |
| 483 14 (e)    | Sb. Ldg. 483 (e)          | Clam Mk II                                                   | Bilderwunsch | 170 g Sprengladung, Trinitrotoluol-Tetryl-Gemisch, entspricht der Sb. Ldg. 483 (a)         | Sabotageladung   |
| 483 14 (r)    | Sb. Ldg. 483 (r)          | in D 50/9 keine Angaben                                      | Bilderwunsch | 170 g Sprengladung, Trinitrotoluol-Tetryl-Gemisch, entspricht der Sb. Ldg. 483 (a)         | Sabotageladung   |

- Kennblattbeispiel zu
D 50/9 Nr 401 14 (e)
- Kennblattbeispiel zu
D 50/9 Nr 430 14 (b)
- Kennblattbeispiel zu
D 50/9 Nr 435 14 (r)
- Kennblattbeispiel zu
D 50/9 Nr 441 14 (e)
- Kennblattbeispiel zu
D 50/9 Nr 471 14 (e)